# Rãzinha-pulga
A Rãzinha-pulga (nome científico: Adelophryne maranguapensis) é uma espécie endêmica do Brasil, com ocorrência exclusiva na localidade do Pico da Rajadae na Serra de Maranguape no estado do Ceará. Sua presença é registrada em uma área restrita de floresta úmida (brejo de altitude) situada entre 800 e 900 metros de altitude, abrangendo uma extensão estimada de 2 km quadrados.

## Área de Ocorrência
A espécie é conhecida por sua presença em uma área específica, o Pico da Rajada, destacando-se como uma espécie adaptada ao ambiente de floresta úmida em altitudes específicas.

## Ameaças
A principal ameaça à sobrevivência dessa espécie é a expansão dos plantios de banana, que compromete diretamente seu hábitat. O crescimento urbano e as atividades agrícolas representam desafios significativos para a conservação dessa espécie endêmica.

## Estado de Conservação
O ICMBio categorizou essa espécie como Criticamente em Perigo (CR) pelo critério B1ab(iii).